# Unione Sportiva Sassuolo Calcio 2024-2025 (femminile)
Questa voce raccoglie le informazioni riguardanti la sezione femminile dell'Unione Sportiva Sassuolo Calcio nelle competizioni ufficiali della stagione 2024-2025.

## Stagione
Quella del 2024-25 è stata l'ottava stagione in Serie A femminile del Sassuolo, la terza a carattere professionistico nella storia della massima serie italiana. Dopo sei stagioni consecutive, Gianpiero Piovani ha lasciato la guida tecnica della squadra neroverde e il suo posto è stato affidato a Gian Loris Rossi, già vice di Piovani nelle stagioni 2020-21 e 2021-22.
La stagione regolare della Serie A non era cominciata bene, con un solo punto e sei sconfitte consecutive nelle prime otto giornate. Le prestazioni della squadra sono migliorate dopo la vittoria casalinga contro la Sampdoria all'ultima giornata del girone d'andata. Da allora, il Sassuolo è risalito all'ottavo posto, accedendo alla poule salvezza. La squadra ha poi raggiunto agevolmente la salvezza, grazie anche al consistente vantaggio sulle ultime due in classifica, mantenendo, però, l'ottava posizione in classifica, con 34 punti conquistati, frutto di 10 vittorie, 4 pareggi e 12 sconfitte. Protagoniste della stagione sono state la tedesca Gina Chmielinski e la scozzese Lana Clelland. Chmielinski ha giocato la sua migliore stagione, mettendo a segno dieci reti in campionato, nonostante sia una centrocampista, e risultando spesso decisiva. Anche Clelland ha realizzato dieci reti in campionato, raggiungendo il traguardo delle 100 reti in Serie A il 1º febbraio con la rete segnata nella sconfitta casalinga contro il Milan. Un'altra protagonista della stagione neroverde è stata Valeria Monterubbiano, che ha raggiunto le 100 presenze con la maglia del Sassuolo il 10 marzo.
In Coppa Italia la squadra è arrivata in semifinale. Dopo aver eliminato il Cesena agli ottavi di finale, ai quarti di finale ha superato l'Inter ai tempi supplementari, grazie ad un'autorete decisiva, dopo che i tempi regolamentari dell'andata e del ritorno si erano conclusi in parità sull'1-1. In semifinale il Sassuolo è stato eliminato dalla Roma, venendo sconfitto sia all'andata che al ritorno.

## Divise e sponsor
Lo sponsor tecnico per la stagione 2024-25 è ancora Puma, mentre lo sponsor ufficiale è Mapei. Le divise sono le stesse adottate dalla squadra maschile del Sassuolo: la divisa casalinga è stata presentata l'11 luglio 2024, mentre la divisa da trasferta il 30 luglio successivo.
| Casa | Trasferta |

## Organigramma societario
Organigramma societario come da sito ufficiale.
Area amministrativa
- Presidente sezione femminile: Elisabetta Vignotto
- Direttore sviluppo calcio femminile: Alessandro Terzi
- Responsabile settore giovanile femminile: Riccardo Soragni
- Responsabile scouting femminile: Lorenzo Romagnoli
- Segreteria: Giorgio Gagliardi, Francesco Messori
- Ufficio stampa: Francesca Celadin
- Area marketing, comunicazioni e sponsorizzazioni: Master Group Sport

Area tecnica
- Allenatore: Gian Loris Rossi

## Rosa
Rosa e numeri come da sito ufficiale.
| N. |                        | Ruolo | Calciatrice        |
| -- | ---------------------- | ----- | ------------------ |
| 1  | Italia (bandiera)      | P     | Lia Lonni          |
| 2  | Belgio (bandiera)      | D     | Davina Philtjens   |
| 3  | Italia (bandiera)      | D     | Sara Mella         |
| 4  | Danimarca (bandiera)   | D     | Caroline Pleidrup  |
| 5  | Italia (bandiera)      | D     | Sara Caiazzo       |
| 6  | Stati Uniti (bandiera) | C     | Maya Doms          |
| 7  | Italia (bandiera)      | C     | Greta Adami        |
| 8  | Italia (bandiera)      | C     | Martina Brustia    |
| 9  | Italia (bandiera)      | A     | Daniela Sabatino   |
| 10 | Germania (bandiera)    | C     | Gina Chmielinski   |
| 11 | El Salvador (bandiera) | C     | Samantha Fisher    |
| 12 | Belgio (bandiera)      | C     | Kassandra Missipo  |
| 13 | Belgio (bandiera)      | A     | Elena Dhont        |
| 14 | Danimarca (bandiera)   | C     | Maja Hagemann      |
| 15 | Italia (bandiera)      | C     | Benedetta Brignoli |

| N. |                     | Ruolo | Calciatrice               |
| -- | ------------------- | ----- | ------------------------- |
| 16 | Francia (bandiera)  | P     | Solène Durand             |
| 17 | Italia (bandiera)   | C     | Cecilia Prugna            |
| 18 | Italia (bandiera)   | C     | Valentina Gallazzi        |
| 20 | Italia (bandiera)   | D     | Benedetta Orsi (capitano) |
| 21 | Italia (bandiera)   | A     | Isotta Nocchi             |
| 22 | Italia (bandiera)   | P     | Erika Di Nallo            |
| 23 | Italia (bandiera)   | D     | Martina Fusini            |
| 24 | Italia (bandiera)   | D     | Aurora De Rita            |
| 26 | Scozia (bandiera)   | A     | Lana Clelland             |
| 27 | Italia (bandiera)   | A     | Valeria Monterubbiano     |
| 28 | Lettonia (bandiera) | C     | Gabriela Andersone        |
| 29 | Slovenia (bandiera) | C     | Naja Poje Mihelič         |
| 30 | Italia (bandiera)   | C     | Manuela Perselli          |
| 58 | Italia (bandiera)   | A     | Emma Girotto              |
| 93 | Francia (bandiera)  | C     | Kadidia Traoré            |

## Calciomercato

### Sessione estiva
| Acquisti | Acquisti           | Acquisti      | Acquisti      |
| R.       | Nome               | da            | Modalità      |
| -------- | ------------------ | ------------- | ------------- |
| P        | Francesca De Bona  | Res Roma      | fine prestito |
| P        | Nicole Lauria      | Bologna       | fine prestito |
| D        | Sara Caiazzo       | Juventus      | prestito      |
| D        | Aurora De Rita     | Sampdoria     | [ 18 ]        |
| D        | Martina Fusini     | Fiorentina    | [ 19 ]        |
| D        | Alice Pellinghelli | Napoli        | fine prestito |
| D        | Alice Rossi        | Bologna       | fine prestito |
| C        | Greta Adami        | Milan         | [ 20 ]        |
| C        | Veronica Battelani | Sampdoria     | fine prestito |
| C        | Martina Brustia    | Sampdoria     | fine prestito |
| C        | Gina Chmielinski   | Napoli        | [ 21 ]        |
| C        | Nicole Da Canal    | Bologna       | fine prestito |
| C        | Samantha Fisher    | Chicago Stars | [ 22 ]        |
| C        | Valentina Gallazzi | Roma          | prestito      |
| C        | Maja Hagemann      | HB Køge       | [ 24 ]        |
| C        | Karen Mak          | Cesena        | fine prestito |
| C        | Cecilia Prugna     | Roma          | prestito      |
| C        | Kadidia Traoré     | Paris FC      | [ 26 ]        |
| A        | Elena Dhont        | Twente        | [ 27 ]        |
| A        | Isotta Nocchi      | Arezzo        |               |

| Cessioni | Cessioni              | Cessioni         | Cessioni      |
| R.       | Nome                  | a                | Modalità      |
| -------- | --------------------- | ---------------- | ------------- |
| P        | Francesca De Bona     | Como             | prestito      |
| P        | Isabella Kresche      |                  | svincolata    |
| D        | Maria Luisa Filangeri | Fiorentina       | [ 28 ]        |
| D        | Julie Nowak           | Copenaghen       | [ 29 ]        |
| D        | Angela Passeri        | Inter            | fine prestito |
| D        | Alice Pellinghelli    | Napoli           | prestito      |
| D        | Mary Clare Petrillo   | Vis Mediterranea | prestito      |
| D        | Erika Santoro         | Betis            | [ 31 ]        |
| D        | Bénédicte Simon       | Juventus         | fine prestito |
| D        | Giorgia Tudisco       | Freedom          | [ 32 ]        |
| D        | Alice Rossi           | Bologna          |               |
| C        | Veronica Battelani    | Bologna          | [ 33 ]        |
| C        | Refiloe Jane          |                  | svincolata    |
| C        | Karen Mak             | Cesena           | [ 34 ]        |
| C        | Giada Pondini         | Parma            | [ 35 ]        |
| C        | Cecilia Prugna        | Roma             | fine prestito |
| C        | Manuela Sciabica      | Juventus         | [ 36 ]        |
| C        | Annahita Zamanian     | Sampdoria        | [ 37 ]        |
| A        | Maria Teresa Fracas   | Arezzo           | prestito      |
| A        | Chiara Beccari        | Juventus         | fine prestito |
| A        | Loreta Kullashi       | Rosengård        | fine prestito |

### Sessione invernale
| Acquisti | Acquisti            | Acquisti         | Acquisti      |
| R.       | Nome                | da               | Modalità      |
| -------- | ------------------- | ---------------- | ------------- |
| P        | Francesca De Bona   | Como             | fine prestito |
| D        | Mary Clare Petrillo | Vis Mediterranea | fine prestito |
| C        | Maya Doms           | Bay FC           | [ 41 ]        |

| Cessioni | Cessioni            | Cessioni      | Cessioni   |
| R.       | Nome                | a             | Modalità   |
| -------- | ------------------- | ------------- | ---------- |
| P        | Francesca De Bona   | Academy Pavia | prestito   |
| D        | Greta Adami         | Spezia        | [ 42 ]     |
| D        | Mary Clare Petrillo | Verona        | prestito   |
| A        | Isotta Nocchi       |               | svincolata |

## Risultati

### Serie A

#### Prima fase

##### Girone di andata
| Arbitro: | Ursini (Pescara) |

|                                      |           |                                                                                      |
| Clelland 16’ Fisher 54’ Gallazzi 75’ | Marcatori | 7’ Beccari 20’ (rig.) Girelli 35’ Bergamaschi 48’ Cantore 82’ Vangsgaard 86’ Lehmann |

| Arbitro: | Castellone (Napoli) |

|               |           |              |
| Giugliano 15’ | Marcatori | 16’ Clelland |

| Arbitro: | Restaldo (Ivrea) |

|              |           |  |
| Novellino 2’ | Marcatori |  |

| Arbitro: | Diop (Treviglio) |

|             |           |                                       |
| Missipo 48’ | Marcatori | 38’ Serturini 57’ Wullaert 73’ Magull |

| Arbitro: | Dini (Città di Castello) |

|                                       |           |                            |
| Visentin 49’ Goldoni 60’ Piemonte 86’ | Marcatori | 24’ Fisher 51’ Chmielinski |

| Arbitro: | Iacobellis (Pisa) |

|                |           |                                                |
| Chmielinski 8’ | Marcatori | 56’ Bonfantini 61’ Severini 69’ (rig.) Boquete |

| Arbitro: | Iannello (Messina) |

|                      |           |                                      |
| Chmielinski 43’, 77’ | Marcatori | 29’ Nischler 64’, 68’, 80’ del Estal |

| Arbitro: | Vingo (Pisa) |

|          |           |  |
| Ijeh 81’ | Marcatori |  |

| Arbitro: | Gangi (Enna) |

|                                      |           |  |
| Sabatino 11’, 29’ (rig.) Missipo 78’ | Marcatori |  |

##### Girone di ritorno
| Arbitro: | Recchia (Brindisi) |

|                        |           |                      |
| Girelli 4’ Lehmann 60’ | Marcatori | 20’, 80’ Chmielinski |

| Arbitro: | Cerbasi (Arezzo) |

|            |           |                      |
| Prugna 10’ | Marcatori | 35’ (rig.) Giugliano |

| Arbitro: | Gigliotti (Cosenza) |

|                                     |           |            |
| Chmielinski 17’ Sabatino 61’ (rig.) | Marcatori | 68’ Jelčić |

| Arbitro: | Peletti (Crema) |

|                                    |           |  |
| Andrés 26’ Tomaselli 52’ Polli 66’ | Marcatori |  |

| Arbitro: | Di Loreto (Terni) |

|                                           |           |              |
| Philtjens 19’ Dhont 35’ Monterubbiano 82’ | Marcatori | 41’ Visentin |

| Arbitro: | Nigro (Prato) |

|                     |           |               |
| Severini 43’ (rig.) | Marcatori | 35’ Philtjens |

| Arbitro: | Viapiana (Catanzaro) |

|  |           |                                   |
|  | Marcatori | 57’ Sabatino 83’, 88’ Chmielinski |

| Arbitro: | Pasculli (Como) |

|                            |           |                                          |
| Clelland 16’ Philtjens 22’ | Marcatori | 24’ Vigilucci 67’ (rig.) Ijeh 71’ Stokić |

| Arbitro: | Liotta (Castellammare di Stabia) |

|  |           |                           |
|  | Marcatori | 26’ Sabatino 73’ Clelland |

#### Poule salvezza

##### Girone di andata
| Arbitro: | Marotta (Sapri) |

|                              |           |          |
| Fisher 20’ Sabatino 24’, 85’ | Marcatori | 29’ Muth |

| Arbitro: | Rinaldi (Bassano del Grappa) |

|                                         |           |  |
| Karlernäs 21’ Kramžar 43’ del Estal 76’ | Marcatori |  |

| 15 marzo 2025 3ª giornata |  | – Turno di riposo |  |  |

| Arbitro: | Burlando (Genova) |

|  |           |                          |
|  | Marcatori | 40’ Le Bihan 45’ Goldoni |

| Arbitro: | Viapiana (Catanzaro) |

|                           |           |                                                        |
| Baldi 49’ Arcangeli 90+6’ | Marcatori | 8’ Chmielinski 24’, 68’ Clelland 64’ Missipo 81’ Dhont |

##### Girone di ritorno
| Arbitro: | Gasperotti (Rovereto) |

|  |           |           |
|  | Marcatori | 76’ Dhont |

| Arbitro: | Gauzolino (Torino) |

|                               |           |  |
| Clelland 2’, 29’ Gallazzi 36’ | Marcatori |  |

| 26 aprile 2025 8ª giornata |  | – Turno di riposo |  |  |

| Arbitro: | Caruso (Viterbo) |

|                                                           |           |  |
| Le Bihan 48’ (rig.), 56’ Oliviero 53’ Piemonte 89’, 90+5’ | Marcatori |  |

| Arbitro: | Toro (Catania) |

|                                                   |           |                              |
| Monterubbiano 34’ Girotto 79’ Clelland 88’, 90+3’ | Marcatori | 6’ Pellegrino Cimò 66’ Baldi |

### Coppa Italia
| Arbitro: | Martini (Valdarno) |

|  |           |                              |
|  | Marcatori | 5’ Monterubbiano 51’ Caiazzo |

| Arbitro: | Esposito (Napoli) |

|           |           |              |
| Polli 77’ | Marcatori | 83’ Clelland |

| Arbitro: | Migliorini (Verona) |

|                                      |           |           |
| De Rita 90+4’ Milinković 106’ (aut.) | Marcatori | 3’ Bugeja |

| Arbitro: | Tona Mbei (Cuneo) |

|             |           |                                    |
| Mihelič 86’ | Marcatori | 3’ Viens 26’ Corelli 74’ Giugliano |

| Arbitro: | Zago (Conegliano) |

|                               |           |  |
| Pilgrim 31’ Giacinti 39’, 64’ | Marcatori |  |

## Statistiche

### Statistiche di squadra
| Competizione | Punti | In casa | In casa | In casa | In casa | In casa | In casa | In trasferta | In trasferta | In trasferta | In trasferta | In trasferta | In trasferta | Totale | Totale | Totale | Totale | Totale | Totale | DR |
| Competizione | Punti | G       | V       | N       | P       | Gf      | Gs      | G            | V            | N            | P            | Gf           | Gs           | G      | V      | N      | P      | Gf     | Gs     | DR |
| ------------ | ----- | ------- | ------- | ------- | ------- | ------- | ------- | ------------ | ------------ | ------------ | ------------ | ------------ | ------------ | ------ | ------ | ------ | ------ | ------ | ------ | -- |
| Serie A      | 34    | 13      | 6       | 1       | 6       | 28      | 27      | 13           | 4            | 3            | 6            | 17           | 22           | 26     | 10     | 4      | 12     | 45     | 49     | -4 |
| Coppa Italia | -     | 2       | 1       | 0       | 1       | 3       | 4       | 3            | 1            | 1            | 1            | 3            | 4            | 5      | 2      | 1      | 2      | 6      | 8      | -2 |
| Totale       | -     | 14      | 7       | 1       | 6       | 30      | 28      | 17           | 5            | 4            | 8            | 21           | 29           | 31     | 12     | 5      | 14     | 51     | 57     | -6 |

### Andamento in campionato
| Giornata  | 1 | 2 | 3 | 4  | 5  | 6  | 7  | 8  | 9 | 10 | 11 | 12 | 13 | 14 | 15 | 16 | 17 | 18 | 19 | 20 | 21 | 22 | 23 | 24 | 25 | 26 | 27 | 28 |
| --------- | - | - | - | -- | -- | -- | -- | -- | - | -- | -- | -- | -- | -- | -- | -- | -- | -- | -- | -- | -- | -- | -- | -- | -- | -- | -- | -- |
| Luogo     | C | T | T | C  | T  | C  | C  | T  | C | T  | C  | C  | T  | C  | T  | T  | C  | T  | C  | T  | R  | C  | T  | T  | C  | R  | T  | C  |
| Risultato | P | N | P | P  | P  | P  | P  | P  | V | N  | N  | V  | P  | V  | N  | V  | P  | V  | V  | P  | -  | P  | V  | V  | V  | -  | P  | V  |
| Posizione | 7 | 7 | 8 | 10 | 10 | 10 | 10 | 10 | 9 | 9  | 8  | 7  | 8  | 7  | 7  | 7  | 8  | 8  | 7  | 8  | 8  | 8  | 8  | 8  | 8  | 8  | 8  | 8  |

Legenda:

Luogo: C = Casa; T = Trasferta. Risultato: V = Vittoria; N = Pareggio; P = Sconfitta.

### Statistiche delle giocatrici
| Giocatore        | Serie A  | Serie A | Serie A     | Serie A    | Coppa Italia | Coppa Italia | Coppa Italia | Coppa Italia | Totale   | Totale | Totale      | Totale     |
| Giocatore        | Presenze | Reti    | Ammonizioni | Espulsioni | Presenze     | Reti         | Ammonizioni  | Espulsioni   | Presenze | Reti   | Ammonizioni | Espulsioni |
| ---------------- | -------- | ------- | ----------- | ---------- | ------------ | ------------ | ------------ | ------------ | -------- | ------ | ----------- | ---------- |
| G. Adami         | 4        | 0       | 1           | 0          | 0            | 0            | 0            | 0            | 4        | 0      | 1           | 0          |
| G. Andersone     | 1        | 0       | 0           | 0          | -            | -            | -            | -            | 1        | 0      | 0           | 0          |
| B. Brignoli      | 1        | 0       | 0           | 0          | -            | -            | -            | -            | 1        | 0      | 0           | 0          |
| M. Brustia       | 23       | 0       | 6           | 0          | 4            | 0            | 0            | 0            | 27       | 0      | 6           | 0          |
| S. Caiazzo       | 17       | 0       | 1           | 0          | 5            | 1            | 0            | 0            | 22       | 1      | 1           | 0          |
| G. Chmielinski   | 25       | 10      | 1           | 0          | 5            | 0            | 0            | 0            | 30       | 10     | 1           | 0          |
| L. Clelland      | 16       | 10      | 0           | 0          | 4            | 1            | 0            | 0            | 20       | 11     | 0           | 0          |
| A. De Rita       | 20       | 0       | 1           | 0          | 5            | 1            | 0            | 0            | 25       | 1      | 1           | 0          |
| E. Dhont         | 20       | 3       | 0           | 0          | 5            | 0            | 0            | 0            | 25       | 3      | 0           | 0          |
| E. Di Nallo      | 1        | -2      | 0           | 0          | 0            | 0            | 0            | 0            | 1        | -2     | 0           | 0          |
| M. Doms          | 8        | 0       | 0           | 0          | 0            | 0            | 0            | 0            | 8        | 0      | 0           | 0          |
| S. Durand        | 20       | -31     | 1           | 0          | 0            | 0            | 0            | 0            | 20       | -31    | 1           | 0          |
| S. Fisher        | 19       | 3       | 4           | 0          | 5            | 0            | 0            | 0            | 24       | 3      | 4           | 0          |
| M. Fusini        | 7        | 0       | 1           | 0          | 1            | 0            | 0            | 0            | 8        | 0      | 1           | 0          |
| V. Gallazzi      | 14       | 2       | 3           | 0          | 2            | 0            | 0            | 0            | 16       | 2      | 3           | 0          |
| E. Girotto       | 8        | 0       | 0           | 0          | 0            | 0            | 0            | 0            | 8        | 0      | 0           | 0          |
| M. Hagemann      | 17       | 0       | 2           | 0          | 3            | 0            | 0            | 0            | 20       | 0      | 2           | 0          |
| L. Lonni         | 5        | -16     | 0           | 0          | 5            | -8           | 0            | 0            | 10       | -24    | 0           | 0          |
| S. Mella         | 11       | 0       | 2           | 0          | 3            | 0            | 1            | 0            | 14       | 0      | 3           | 0          |
| N.P. Mihelič     | 4        | 0       | 0           | 0          | 2            | 1            | 0            | 0            | 6        | 1      | 0           | 0          |
| K. Missipo       | 21       | 3       | 4           | 0          | 5            | 0            | 0            | 0            | 26       | 3      | 4           | 0          |
| V. Monterubbiano | 20       | 2       | 2           | 0          | 4            | 1            | 0            | 0            | 24       | 3      | 2           | 0          |
| I. Nocchi        | 3        | 0       | 0           | 0          | 1            | 0            | 0            | 0            | 4        | 0      | 0           | 0          |
| B. Orsi          | 21       | 0       | 1           | 0          | 5            | 0            | 0            | 0            | 26       | 0      | 1           | 0          |
| M. Perselli      | 7        | 0       | 0           | 0          | 2            | 0            | 0            | 0            | 9        | 0      | 0           | 0          |
| D. Philtjens     | 20       | 3       | 5           | 1          | 4            | 0            | 0            | 0            | 24       | 3      | 5           | 1          |
| C. Pleidrup      | 20       | 0       | 2           | 0          | 3            | 0            | 0            | 0            | 23       | 0      | 2           | 0          |
| C. Prugna        | 12       | 1       | 2           | 0          | 1            | 0            | 0            | 0            | 13       | 1      | 2           | 0          |
| D. Sabatino      | 26       | 7       | 3           | 0          | 4            | 0            | 0            | 0            | 30       | 7      | 3           | 0          |
| K. Traoré        | 2        | 0       | 0           | 0          | -            | -            | -            | -            | 2        | 0      | 0           | 0          |